# Dolops intermedia
Dolops intermedia is een visluizensoort uit de familie van de Argulidae. De wetenschappelijke naam van de soort is voor het eerst geldig gepubliceerd in 1978 door da Silva.